# كسار (اسم)
كسار هو اسم علم مذكر من أصل عربي، ومعناه هو صيغة مبالغة من كاسر الذي يكسر كثيرًا الغالب القوي، ويطلق على من يفاصل كثيرًا في شرائه؛ من الفعل كاسره في البيع طلب منه تخفيف الثمن.

## وصلات خارجية
- موسوعة السلطان قابوس لأسماء العرب نسخة محفوظة 5 أبريل 2019 على موقع واي باك مشين.